# Xaliproden
Xaliproden (cu nume de cod SR57746) este un medicament care acționează ca agonist pentru 5HT1A. Are efecte neurotrofice și neuroprotectoare in vitro și a fost propus pentru utilizarea în tratamentul mai multor boli neurodegenerative, inclusiv scleroza laterală amiotrofică (SLA) și boala Alzheimer.
Dezvoltarea xaliprodenului pentru aceste două boli fost întreruptă în 2007, în urma analizei datelor obținute din faza III a trialului clinic. În timp ce medicamentul a arătat un efect asupra volumului hipocampusului (sugerând probabil o încetinire a pierderii de celule), nu au existat suficiente dovezi pentru eficacitatea sa în combaterea declinul cognitiv produsă de boala Alzheimer. În mod similar, în timp ce unii indicatori arătau eficacitate în cazul SLA, beneficiul global mediu nu a fost statistic semnificativ atunci când au fost combinate rezultatele din mai multe studii clinice de fază III. Xaliproden este încă în curs de investigare pentru tratamentul neuropatiei periferice indusă de chimioterapie.